# Будешти (Бузау)
Будешти (рум. Budești) насеље је у Румунији у округу Бузау у општини Килииле. Oпштина се налази на надморској висини од 473 m.

## Становништво
Према подацима из 2002. године у насељу је живело 60 становника, од којих су сви румунске националности.